# George E. Mahlberg
George Edward Mahlberg (* 28. Mai 1954 in Milwaukee, Wisconsin; † 2. April 2011 in Zihuatanejo, Guerrero, Mexiko) war ein US-amerikanischer Schauspieler, Tontechniker, DJ, Hörfunkmoderator und Astrophysiker. Er war als DJ unter den Spitznamen Dr. Cosmo und Duke bekannt.

## Leben
Nach seiner Schulzeit arbeitete George Mahlberg von 1974 bis 1978 als Astrophysiker an den Sternwarten Palomar-Observatorium und Mount-Wilson-Observatorium. Er folgte allerdings schon bald seiner Leidenschaft für die Musik. Ab 1978 arbeitete er als DJ und Produzent bei KROQ & KPFK im US-Bundesstaat Kalifornien. 1983 war er als Tontechniker am Kurzfilm Sound of Sunshine – Sound of Rain beteiligt. 1984 verließ er daher KROQ & KPFK und war an einer Reihe von Spielfilmen als Tontechniker beteiligt, so auch an Sloane – Die Gewalt im Nacken von 1985 oder Das Halloween Monster von 1988. In ersteren Film stellte er zusätzlich die größere Rolle des Richard Thursby dar. Es folgte eine Nebenrolle in Mad End im selben Jahr. Es folgten Besetzungen in Boone – Ein Schurke unter Schurken und Mission Terminate, beide im Jahr 1987, Die unaussprechliche Sünde im Jahr 1988, Memorial Day im Folgejahr und final Ain't No Way Back im Jahr 1990.
1979 erhielt er den Cindy Award, für das beste Radioprogramm für Kinder. Ab 1990 bis zu seinem Tod war er Moderator des Formats Nocturnal Transmissions auf WPRB 103.3 FM. Der freie Radiosender befindet sich auf dem Universitätsgelände der Stadt Princeton im US-Bundesstaat New Jersey und Mahlberg gab neugierigen Studenten gerne Einblicke in die Welt des Rundfunks. Außerdem mixte er in seiner Funktion als DJ auch Lieder für den Sender. Daneben realisierte er für Bands aus dem Genre Electro Musikproduktionen und unterstützte sie bei Auftritten. Ab Ende der 1980er Jahre arbeitete er auch als Grafikdesigner.
Er war vom 20. März 1982 bis zum 15. September 2005 mit Janet Gray verheiratet. Mahlberg verstarb unerwartet während einer Reise ins mexikanische Zihuatanejo. Er litt bereits länger unter Diabetes. Ihm zu Ehren spielte der Sender WPRB 103.3 FM am 8. April 2011 in der Nacht von Freitag ab 22:00 Uhr bis Samstag 01:00 Uhr Lieder von Mahlberg. Außerdem wurde das Klagelied My Ramblin' Boy komponiert.

## Filmografie

### Schauspieler
- 1985: Sloane – Die Gewalt im Nacken (Sloane)
- 1985: Mad End
- 1987: Boone – Ein Schurke unter Schurken (Sweet Revenge)
- 1987: Mission Terminate
- 1988: Die unaussprechliche Sünde (Grandmother’s House)
- 1989: Memorial Day
- 1990: Ain't No Way Back

### Tontechniker
- 1983: Sound of Sunshine – Sound of Rain (Kurzfilm)
- 1985: Sloane – Die Gewalt im Nacken (Sloane)
- 1985: Reel Horror
- 1985: Mad End
- 1986: Shopping
- 1986: Our World (Fernsehserie)
- 1986: W.C. Fields: Straight Up  (Fernsehdokumentation)
- 1987: Boone – Ein Schurke unter Schurken (Sweet Revenge)
- 1987: Daniel and the Towers (Fernsehfilm)
- 1987: New Monkees (Fernsehserie, Episode 1x07)
- 1987: Mission Terminate
- 1988: Troubleshoot (Fernsehfilm)
- 1988: Das Halloween Monster (Pumpkinhead)
- 1988: Die unaussprechliche Sünde (Grandmother’s House)
- 1989: Darkroom
- 1989: Memorial Day
- 1990: Ain't No Way Back